# فرناندو كوتو
فرناندو مانويل سيلفا كوتو (بالبرتغالية: Fernando Manuel Silva Couto‏)، من مواليد 2 أغسطس 1969 إسفينهو في البرتغال، لاعب كرة قدم برتغالي سابق.
بدأ مسيرته الكروية مع نادي بورتو في موسم 1987/1988، ولعب معهم مباراة واحدة، وفي موسم 1988/1989 انتقل إلى نادي فاماليكاو، وفي موسم 1989/1990 انتقل إلى نادي أكاديميكا، وفي عام 1990 انتقل إلى نادي بورتو، ولعب معهم حتى عام 1994، وشارك معهم في 106 مباراة وسجل 10 أهداف، وفي عام 1994 انتقل إلى نادي بارما الإيطالي، ولعب معهم حتى عام 1996، وشارك معهم في 39 مباراة وسجل 4 أهداف، وفي عام 1996 انتقل إلى نادي برشلونة الإسباني، ولعب معهم حتى عام 1998، وشارك معهم في 45 مباراة، وفي عام 1998 انتقل إلى نادي لاتسيو الإيطالي، ولعب معهم حتى عام 2005، وشارك معهم في 145 مباراة وسجل 9 أهداف، ومنذ عام 2005 وهو يلعب مع نادي بارما الإيطالي.
و قد لعب مع منتخب البرتغال لكرة القدم بين عامي 1990 و2004، وشارك معهم في 110 مباريات وسجل 8 أهداف.

## روابط خارجية
- فرناندو كوتو على موقع الاتحاد الدولي (مؤرشف)  (الإنجليزية)
- فرناندو كوتو على موقع قاعدة بيانات كرة القدم.إي يو (الإنجليزية)
- فرناندو كوتو على موقع ليكيب (الفرنسية)
- فرناندو كوتو على موقع ناشيونال فوتبول تيمز (الإنجليزية)
- فرناندو كوتو على موقع عالم كرة القدم.نت (الإنجليزية)
- فرناندو كوتو على موقع كووورة